# Milieufilosofie
De milieufilosofie is een filosofisch vakgebied dat zich bezighoudt met de relatie tussen mens en milieu vanuit een filosofisch perspectief. Onderdelen van de milieufilosofie zijn bio-ethiek, ecofeminisme, ecocentrisme en ecotheologie.
De milieufilosofie is in de vroege jaren 70 van de twintigste eeuw ontstaan, ongeveer gelijktijdig met het groeiende milieubewustzijn en het ontstaan van de milieubeweging. De Nederlandse pioniers op dit terrein waren Wim Zweers en Wouter Achterberg. In België is vooral Etienne Vermeersch bekend als een van de eersten die zich inliet met de milieuproblematiek.
Onderwerpen van onderzoek zijn:
- De oorzaken van de milieuproblematiek en de redenen van ontstaan van milieuvervuiling. Tot de oorzaken die de milieufilosofie heeft benoemd behoren onder andere de moderniteit en de dynamiek van technologie, economie en wetenschap. Daarnaast wijst de milieufilosofie op meer idealistische factoren zoals het belang van verschillende mentaliteiten oftewel grondhoudingen ten opzichte van de natuur, die ieder verbonden zijn met een eigen waardering van milieu en een eigen visie op de morele status van dieren en planten.
- Alternatieve wijzen om met het milieu om te gaan. Door bijvoorbeeld andere vormen van technisch, wetenschappelijk en economisch handelen, in combinatie met een andere mentaliteit oftewel moraal.
- Vergroting van het draagvlak voor hervormingen.
- Het werk van en de problematiek aangekaart door ecologen als Paul R. Ehrlich en Garrett Hardin.

## Milieufilosofen
- Wouter Achterberg
- Robin Attfield
- Murray Bookchin
- Pentti Linkola
- Arne Næss
- Peter Singer
- Etienne Vermeersch
- Leena Vilkka